# Орна Порат
Орна Порат (івр. אורנה פורת; 6 червня 1924 — 6 серпня 2015), при народженні Ірен Кляйн — ізраїльська театральна акторка, режисерка і театральна діячка німецького походження.

## Життя і кар'єра

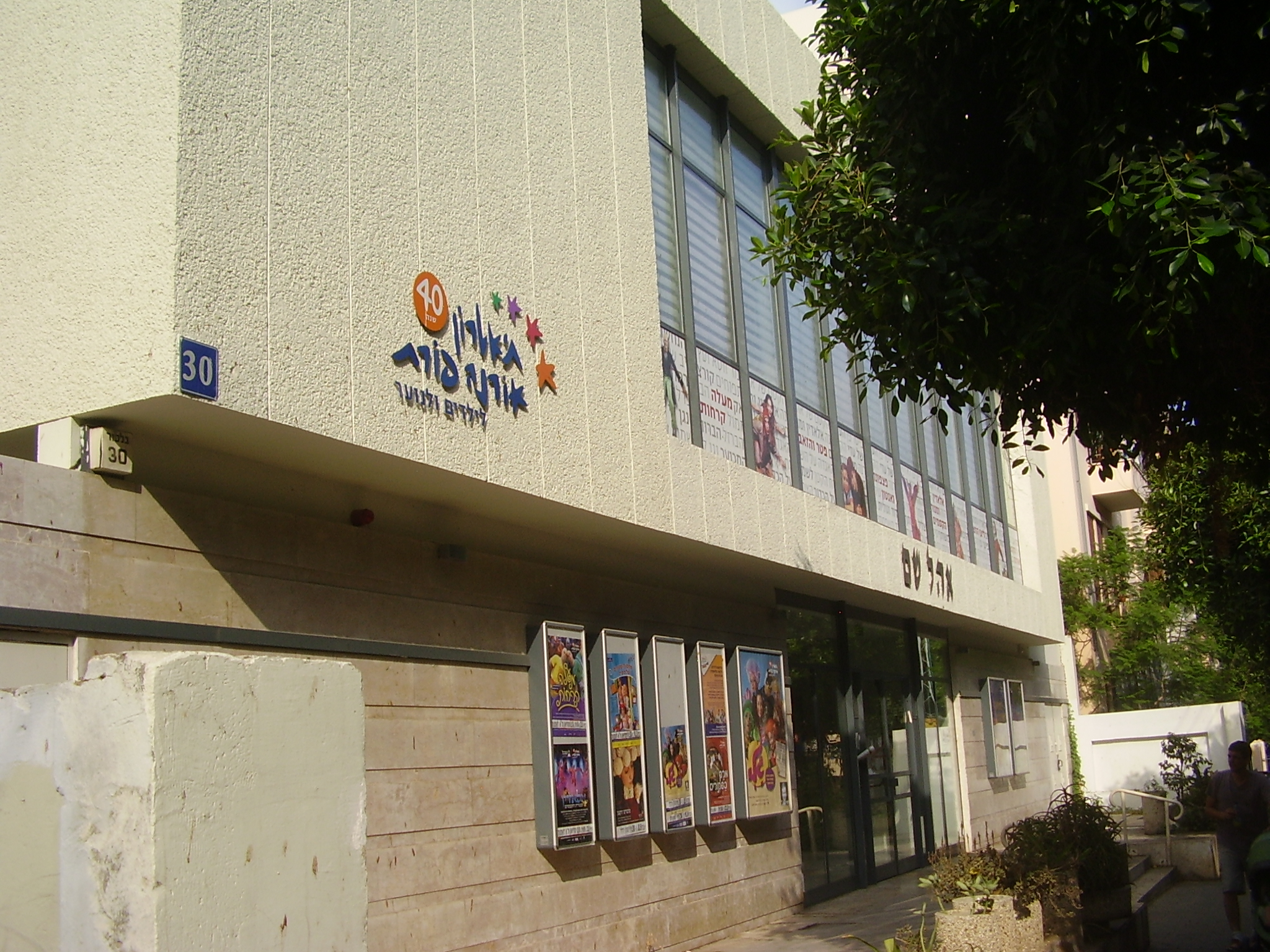
Дитячий театр Орна Порат

Народилася у Кельні, Німеччина, у 1924 році. Її батько, Віллі, був католиком, а її мати Еліза, протестантка, але вона обрала атеїзм та соціалізм у молодості. У 1934 році її сім'я переїхала в Порц, де вона відвідувала середню школу. У ці роки вона була членкинею гітлер'югенду, хоча її сім'я була проти цієї приналежності.
Відвідувала театральну школу і почала сценічну кар'єру в репертуарному театрі у Шлезвігу. У Шлезвігу познайомилася з Джозефом Протером, офіцером британського мандату в Палестині в Єврейській бригаді британської армії. У 1946 році вона переїхала до Палестини з Протером і одружилася з ним (за цивільною церемонією). Пізніше, у 1957 році, вона прийняла юдаїзм, і вони провели єврейську церемонію перед усиновленням двох дітей. Після того, як їй відмовили театри HaBima та Огель, її прийняв Театр «Камері». Коли вона долучилася до Камері, Єміма Мілло запропонувала їй змінити своє ім'я на ім'я, що звучить на івриті, Орна Порат. Пропозиція була прийнята. Єміма Мілло також працювала з Порат над її дикцією, щоб пом'якшити її німецький акцент. Після серйозної фінансової та мистецької кризи в Камері в 1958 році Порат була призначена до адміністративної ради театру. У 1984 році вона пішла з Камері.
На початку 1960-х вона провела три роки у Франції та Англії, вивчаючи дитячий театр. Повернувшись до Ізраїлю, вона заснувала дитячий театр Орна Порат під крилом Камері. У 1970 році дитячий театр став незалежним. Порат керувала кількома постановками. Після 19 років пішла з керівництва дитячим театром. Вона допомогла заснувати ASSITEJ, міжнародну асоціацію дитячих театрів.
Померла у віці 91 року 6 серпня 2015 року в Рамат-Гані, Ізраїль.

## Нагороди та визнання
- Порат виграла приз Кінор Давид, тричі нагороджена Єдіот ахронот: у 1970; 1974 та 1980.
- У 1979 р. вона отримала Премію Ізраїлю за її тривали життя та досягнення в театрі.[5]
- У 1997 році вона отримала нагороду за все життя Ізраїльського театру.
- У 2005 році вона виграла премію ЕМЕТ за науку, мистецтво та культуру, нагороджена прем'єр-міністром Ізраїлю.[6]
- Інші нагороди, отримані нею, становлять Премію Бреннера.